# Coleby (North Kesteven)
Coleby – wieś w Anglii, w hrabstwie Lincolnshire, w dystrykcie North Kesteven. Leży 11 km na południe od Lincoln i 183 km na północ od Londynu.